# Amelora thegalea
Amelora thegalea là một loài bướm đêm trong họ Geometridae.